# Jw.org
jw.org – oficjalny serwis internetowy Świadków Jehowy, zawierający informacje o ich wierzeniach, praktykach religijnych i publikacjach o tematyce biblijnej. Pierwszy serwis internetowy Świadkowie Jehowy utworzyli 15 stycznia 1997 roku. W swej nowej formie portal jw.org został udostępniony 27 sierpnia 2012 roku. Wcześniej, od 1997 roku Świadkowie Jehowy korzystali również z serwisów watchtower.org oraz jw-media.org. Wydawcą serwisu jest Nowojorskie Towarzystwo Biblijne i Traktatowe – Strażnica. Adres serwisu jest akronimem nazwy Świadkowie Jehowy w języku angielskim – JW (od ang. Jehovah’s Witnesses) w domenie .org, przeznaczonej dla pozarządowych organizacji non-profit.
W oficjalnym serwisie internetowym jw.org są dostępne materiały, filmy i publikacje biblijne do bezpłatnego pobrania w 1102 językach (w tym w 106 językach migowych) – również w języku polskim oraz w 4 innych językach i dialektach używanych na terenie Polski: kaszubskim, romani (Polska Roma), śląskim (cieszyńskim) i polskim języku migowym.
Serwis jest apolityczny i nie jest powiązany z działalnością biznesową. W sporej części z tych języków oprócz materiałów na jw.org nie ukazują się żadne publikacje internetowe. Jedynym krajem świata, który uniemożliwił na swoim terenie korzystanie z serwisu jw.org, jest Rosja. Zajmował 1. miejsce w rankingu Alexa.com w kategorii Religion and Spirituality (Religia i duchowość, stan na listopad 2017). W Angoli jest jednym z najpopularniejszych serwisów internetowych.
Jest serwisem internetowym dostępnym w największej liczbie języków na świecie. W Polsce jest najpopularniejszym religijnym serwisem internetowym, z największym czasem korzystania.

## Opis
W sierpniu 2012 roku trzy strony internetowe Świadków Jehowy połączono w jeden oficjalny serwis – jw.org. Wcześniej wykorzystywane witryny watchtower.org i jw-media.org przestały funkcjonować. Miało to na celu zebranie zawartości wszystkich tych stron w jednym miejscu, by ułatwić dostęp do informacji o Świadkach Jehowy i publikacji biblijnych, w tym czasopism – „Strażnica” i „Przebudźcie się!”. W serwisie można również bezpłatnie czytać i słuchać Biblii w Przekładzie Nowego Świata oraz inne przekłady biblijne.
Serwis zawiera informacje o działalności ewangelizacyjnej prowadzonej przez Świadków Jehowy, odpowiedzi na często stawiane pytania, a także adresy Biur Oddziałów, Biur Krajowych, adresy miejsc zebrań Świadków Jehowy oraz informacje dotyczące dorocznej uroczystości Wieczerzy Pańskiej (Pamiątki śmierci Jezusa Chrystusa), jak również daty i miejsca zbliżających się kongresów regionalnych, specjalnych i międzynarodowych oraz zgromadzeń obwodowych. Można w nim także znaleźć interaktywne materiały przeznaczone dla rodzin, młodzieży i dzieci. W dziale „Wiadomości” są zamieszczane bieżące informacje dotyczące działalności Świadków Jehowy na całym świecie. W odpowiednich działach zamieszczone są materiały dla prawników, dziennikarzy i lekarzy. Serwis umożliwia również złożenie w przeszło 1100 językach prośby o kontakt w sprawie korzystania z bezpłatnego interaktywnego kursu biblijnego. Wybrane materiały z serwisu internetowego można odtwarzać, korzystając z usług głosowych Amazon Alexa lub Asystenta Google. Polecenia można wydawać w języku angielskim, francuskim, hiszpańskim, japońskim, niemieckim, portugalskim (brazylijskim) oraz włoskim. Serwis zawiera funkcje wyboru opcji wyświetlania pomiędzy trybem jasnym a ciemnym.
Serwis zawiera także materiały i publikacje wykorzystywane w programie zebrań zborowych oraz pieśni Królestwa. Służy też do przekazywania informacji pomiędzy poszczególnymi zborami a Biurem Oddziału; umożliwia transmisje z różnych kongresów, zgromadzeń i zebrań zborowych (online oraz offline) w ponad 360 językach (w tym w polskim oraz w polskim migowym) oraz innych specjalnych wydarzeniach w ponad 500 językach (w tym w polskim, w polskim migowym oraz polska Roma) – również „na żywo” (funkcje dostępne po zalogowaniu – JW Stream oraz JW Stream Studio).
W ciągu dwóch pierwszych lat funkcjonowania serwisu, od 27 sierpnia 2012 roku do 31 sierpnia 2014 roku, witrynę odwiedzono ponad 850 milionów razy, zarejestrowano 4 miliardy odsłon poszczególnych stron, pobrano łącznie ponad miliard różnych publikacji w formatach cyfrowych, obejrzano lub pobrano ponad 159 milionów filmów. W tym czasie poprzez serwis internetowy wpłynęło też ponad 100 tysięcy próśb o bezpłatny kurs biblijny. Średnio dziennie wpływa około 250 próśb o taki kurs (w marcu 2020 codziennie wpłynęło ich przeciętnie około 350). Do roku 2018 wpłynęło ich ponad 400 000. W 2018 roku w serwisie udostępniono kurs biblijny online. Do grudnia 2022 roku lekcje były udostępnione po angielsku, portugalsku, arabsku (w tym w dialekcie libańskim), chińsku (mandaryński – pismo tradycyjne oraz uproszczone, kantoński – pismo tradycyjne i uproszczone oraz w dialekcie syczuańskim i dialekcie szanghajskim).
W 2013 roku serwis internetowy jw.org był dostępny w 300 językach, a w przeszło 500 można było pobrać materiały oparte na Biblii. Odnotowuje się średnio 3 miliony wejść dziennie. Każdego miesiąca odwiedzający serwis pobierali z niego ponad 3 miliony książek, 4 miliony czasopism i 22 miliony plików dźwiękowych. W 2014 roku serwis był dostępny w przeszło 600 językach, a publikacje biblijne w przeszło 700 językach. Dzienna liczba wejść do serwisu osiągała 2,06 miliona odsłon. Od stycznia 2022 roku każdego dnia serwis odnotowuje średnio 3 miliony wejść. W 2022 roku przeciętnie każdego miesiąca z serwisu pobieranych było ponad 260 milionów materiałów filmowych.

### Wykorzystanie serwisu w trakcie pandemii COVID-19
Liczba wejść zaczęła stopniowo wzrastać na początku pandemii COVID-19. W marcu 2020 roku wzrosła do 4,4 miliona dziennie. 7 kwietnia 2020 roku (w dniu uroczystości Pamiątki śmieci Jezusa Chrystusa) serwis jw.org osiągnął ponad siedem milionów wejść, z których większość dotyczyła zamieszczonego specjalnego porannego programu wielbienia i przemówienia podczas Pamiątki udostępnionego w ponad 500 językach. Właśnie w tym roku serwis odwiedziło ponad miliard użytkowników. Dla porównania w roku 2019 było ich 800 milionów. Z powodu pandemii w lipcu i sierpniu 2020 roku Świadkowie Jehowy na całym świecie po raz pierwszy w historii w tym samym czasie obejrzeli ten sam program kongresu regionalnego (pod hasłem „Zawsze się radujcie!”), który został zamieszczony w serwisie jw.org w przeszło 500 językach. Podobnie było w roku 2021 („Silni dzięki wierze!”) i 2022 („Dążmy do pokoju!”). W trakcie pandemii rozpoczęto regularne udostępnianie „Sprawozdań Ciała Kierowniczego”. Uruchomiono również JW Stream Studio.

### Biblioteka Internetowa Strażnicy i inne serwisy
Oprócz strony informacyjnej w portalu funkcjonuje Biblioteka Internetowa Strażnicy zapewniająca darmowy ogólnodostępny dostęp do publikacji Świadków Jehowy z lat 1950–2025 w przeszło 925 językach (w tym również w języku polskim 1960–2025, polskim języku migowym, polska Roma, kaszubskim oraz śląskim (cieszyńskim)); serwis JW Event poświęcony kongresom międzynarodowym i specjalnym oraz telewizja internetowa JW Broadcasting.

## JW Broadcasting
W październiku 2014 roku na zgromadzeniu statutowym Towarzystwa Strażnica ogłoszono uruchomienie telewizji internetowej „JW Broadcasting”, początkowo tylko w języku angielskim (zanotowano wtedy 37 milionów pobrań), a od maja 2015 roku udostępnionej w wielu wersjach językowych. W maju 2015 roku audycje tej telewizji były dostępne w 40 językach, w tym w języku polskim.
Do wsparcia Działu Nagrań Dźwiękowych i Filmów Wideo zajmującego się audycjami i filmami „JW Broadcasting”, pracującego pod nadzorem Komitetu Nauczania i znajdującego się w Biurze Głównym Świadków Jehowy Ciało Kierownicze powołało 12 Regionalnych Zespołów Wideo. Pracują one w 11 Biurach Oddziału w Kanadzie, Ameryka Centralna (Meksyk), Brazylia, Wielka Brytania, Skandynawia, Holandia, Europa Centralna (Niemcy), Południowa Afryka, Korea, Japonia, Australazja (Australia) oraz w Mira Loma w Kalifornii (Stany Zjednoczone).
Telewizja internetowa „JW Broadcasting” jest dostępna w ponad 380 językach, w tym w ponad 60 językach migowych, a comiesięczne audycje są dostępne w ponad 300 językach. Program JW Broadcasting oglądano w 230 krajach. Średnia liczba wyświetleń lub pobrań w miesiącu po opublikowaniu wynosi około 8,6 miliona. Piosenki z comiesięcznych audycji zostały przetłumaczone na 368 języków. Telewizja zawiera „Audycje miesięczne” nagrane w studiu JW Broadcasting, „Wiadomości i ogłoszenia” (w tym „Sprawozdanie Ciała Kierowniczego”).
9 października 2019 roku strona JW Broadcasting (tv.jw.org) została połączona z serwisem internetowym jw.org.
Comiesięczne audycje telewizji internetowej „JW Broadcasting” prowadzi jeden z członków Ciała Kierowniczego lub jeden z pomocników współpracujących z którymś z komitetów Ciała Kierowniczego.

### Kanał satelitarny „JW”
Na terenie Afryki Subsaharyjskiej (obejmuje swoim zasięgiem około 35 krajów) „JW Broadcasting” dostępna jest bezpłatnie również w telewizji satelitarnej (Eutelsat 7East Africa, 12604 H). Kanał „JW” jest zaprogramowany tak by nadawać jedną ścieżkę wideo i 16 ścieżek dźwiękowych. Wybrano 16 języków, które mają największą liczbę użytkowników. 
Podobnie drugi kanał telewizji satelitarnej nadaje jedną ścieżkę wideo i 16 ścieżek dźwiękowych z kolejnymi językami. Jest również wykorzystywany, by nadawać wydarzenia na żywo, np. program kongresów lub wizyty przedstawiciela Biura Głównego.
W Malawi wszystkie Sale Królestwa zostały zaopatrzone w urządzenia do odbioru tej telewizji. W sumie w taki sprzęt wyposażono ponad 3670 Sal Królestwa.

## Popularyzacja serwisu

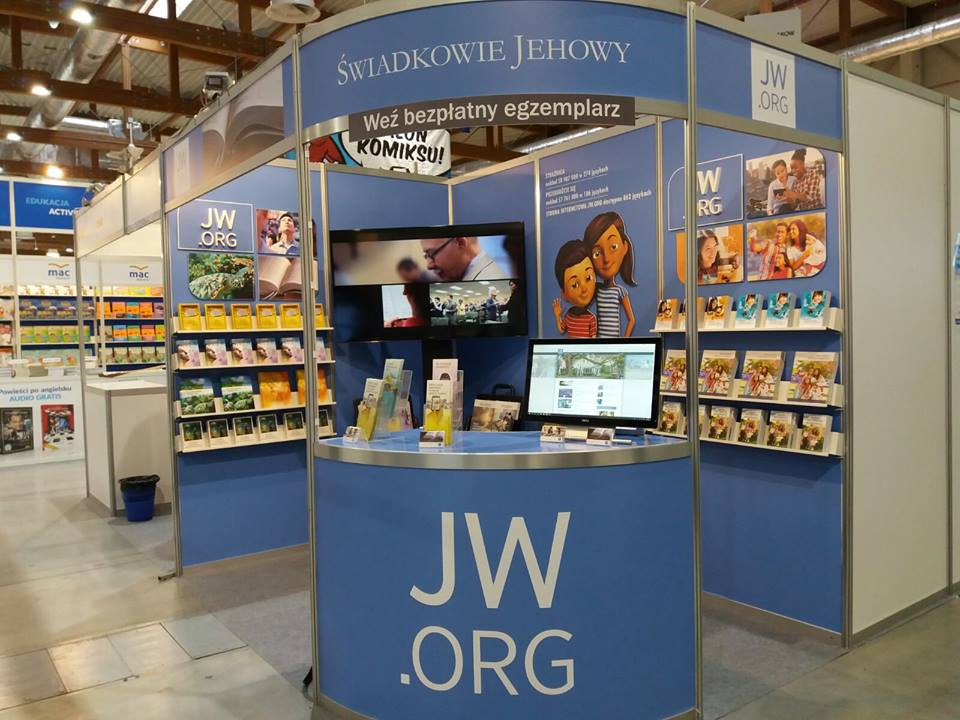
Popularyzacja serwisu na „20. Międzynarodowych Targach Książki w Krakowie” (2016)

W sierpniu 2014 roku Świadkowie Jehowy przeprowadzili ogólnoświatową kampanię popularyzującą serwis. Brało w niej udział ponad 8 200 000 głosicieli w 239 krajach. Proponowali traktat Gdzie szukać odpowiedzi na ważne pytania życiowe?, który kieruje uwagę na serwis jw.org oraz na film Dlaczego warto studiować Biblię? (w trakcie kampanii tamtej kampanii było 14 milionów jego pobrań lub wyświetleń), który w styczniu 2023 roku był dostępny w ponad 1000 językach. Dzięki tej kampanii jeszcze w tym samym miesiącu liczba wejść do serwisu wzrosła o ponad 20 procent i wyniosła blisko 65 milionów. W skali całego świata prawie 10 000 osób poprosiło za pośrednictwem serwisu o bezpłatne domowe studium Biblii – o 67 procent więcej niż w poprzednim miesiącu.
Serwis internetowy jest popularyzowany nie tylko w czasie działalności kaznodziejskiej (od domu do domu i publicznej), ale również na targach książek (także w Polsce na 18., 19. i 20. Międzynarodowych Targach Książki w Krakowie, 26. i 28. Wrocławskich Targach Dobrej Książki oraz w „Poznańskich Targach Książki”) oraz w mediach.

## Zakaz korzystania z serwisu w Rosji
7 sierpnia 2013 roku Centralny Sąd Rejonowy w rosyjskim mieście Twer (około 160 kilometrów na północ od Moskwy) orzekł, że dostęp do serwisu internetowego Świadków Jehowy jw.org powinien zostać zablokowany na terenie całej Federacji Rosyjskiej. Postanowienie to zostało wydane bez powiadomienia o postępowaniu sądowym wydawców serwisu: Nowojorskiego Towarzystwa Biblijnego i Traktatowego – Strażnica, nie dając tym samym możliwości złożenia przez wydawców serwisu jakichkolwiek wyjaśnień.
O postanowieniu sądu rejonowego Świadkowie Jehowy dowiedzieli się z lokalnych mediów dopiero miesiąc później. Bezzwłocznie założono apelację do Sądu Okręgowego w Twerze oraz z własnej inicjatywy usunięto z części serwisu dostępnej w Rosji te publikacje biblijne, które zostały zakazane przez rosyjskie sądy (np. książkę Mój zbiór opowieści biblijnych). 22 stycznia 2014 roku trzech sędziów Sądu Okręgowego w mieście Twer – mimo nacisków ze strony prokuratury wspieranej przez przedstawicieli Ministerstwa Sprawiedliwości oraz Ministerstwa Spraw Wewnętrznych – wydało postanowienie, w którym stwierdzono, że sąd rejonowy pogwałcił prawa właściciela serwisu – Nowojorskiego Towarzystwa Biblijnego i Traktatowego – Strażnica – oraz nakazano przeprowadzenie ponownego procesu, by umożliwić wysłuchanie argumentów obu stron. Tym samym Sąd okręgowy uchylił wyrok sądu niższej instancji delegalizujący serwis jw.org. Prokuratura nalegała na obłożenie zakazem serwisu jw.org, ponieważ wcześniej udostępniano w nim sześć publikacji religijnych uznanych przez rosyjskie sądy za „ekstremistyczne”. Sąd Okręgowy uznał, że skoro właściciele serwisu usunęli wszystkie rzekomo „ekstremistyczne” publikacje religijne z części serwisu dostępnej w Rosji, to nie zachodzą żadne podstawy prawne do zdelegalizowania serwisu. Wyrok ten kończył postępowanie sądowe, jednak prokuratorowi przysługiwało prawo do skargi kasacyjnej, której sąd nie jest zobowiązany przyjąć do rozpatrzenia.
Zastępca prokuratora generalnego Sabir Kechlerow złożył skargę kasacyjną. 2 grudnia 2014 roku Sąd Najwyższy Federacji Rosyjskiej, mimo braku prawidłowego powiadomienia Świadków Jehowy o rozprawie i pod nieobecność obrony, rozpatrzył skargę. Choć Sąd Najwyższy przyznał, że od ogłoszenia wyroku w 2013 roku w serwisie nie ma publikacji religijnych uznanych za zakazane, to jednak bez uzasadnionych powodów uznał, że publikacje te mogą się w nim ponownie pojawić. Na tej podstawie Sąd Najwyższy uchylił orzeczenie Sądu Okręgowego i uprawomocnił orzeczenie sądu pierwszej instancji uznające, że serwis jw.org ma charakter ekstremistyczny. Świadkowie Jehowy odwołali się od wyroku, składając w Sądzie Najwyższym wniosek w trybie nadzoru, który został odrzucony, a także wnieśli apelację do prezesa Sądu Najwyższego Federacji Rosyjskiej, która została odrzucona 8 lipca 2015 roku.
21 lipca 2015 roku Ministerstwo Sprawiedliwości Federacji Rosyjskiej dodało serwis jw.org do federalnej listy materiałów ekstremistycznych, a propagowanie serwisu jest w tym kraju przestępstwem. Zgodnie z tym rozporządzeniem dostawcy internetu w Rosji zablokowali do niego dostęp swoim abonentom. Tym samym Rosja jest jedynym krajem na świecie, który zakazał dostępu do serwisu jw.org na swoim terytorium.
W 2014 roku dzienna średnia wizyt w serwisie jw.org z terenu Rosji wyniosła 285 tysięcy, a miesięczna średnia pobrań to 2,6 miliona plików. Ponadto w 2014 roku w rosyjskim języku migowym pobrano ponad 3,5 miliona plików.
7 czerwca 2022 roku Europejski Trybunał Praw Człowieka uznał m.in. za niezgodne z prawem obłożenie zakazem drukowanych publikacji Świadków oraz ich serwisu internetowego jw.org.

## Logo

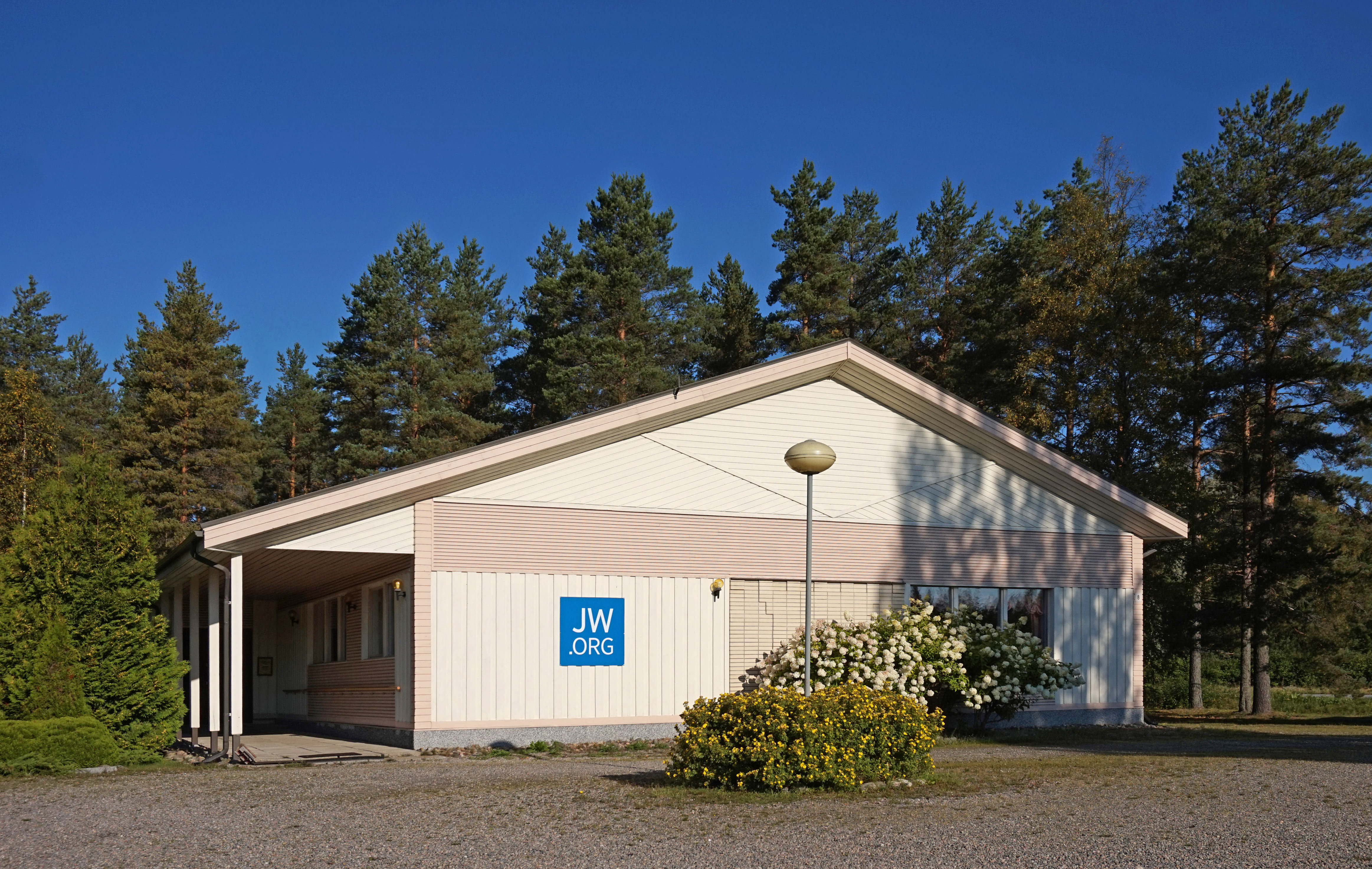
Logo „JW.ORG” na Sali Królestwa w Alavus w Finlandii

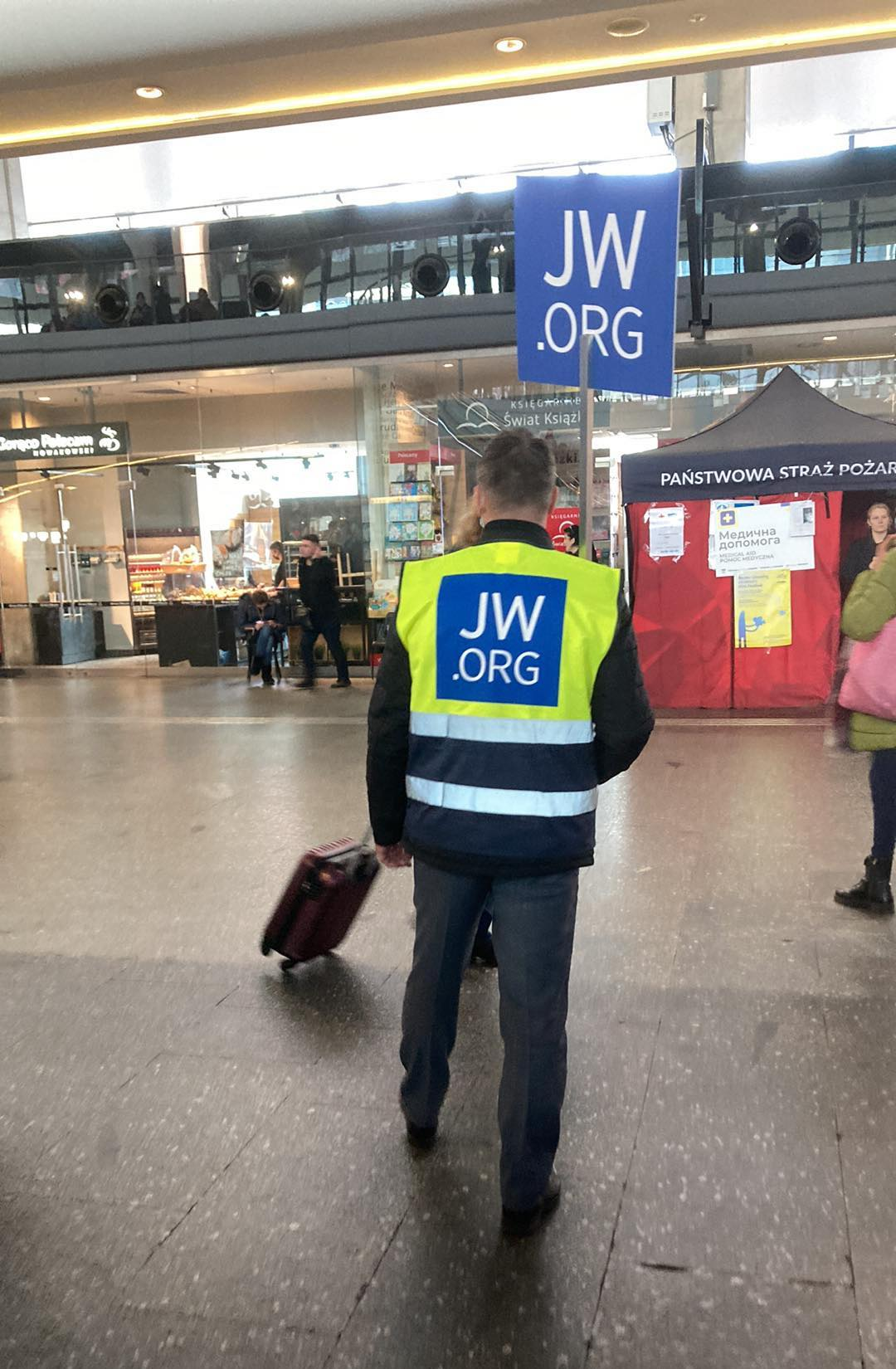
Świadek Jehowy z logo „JW.ORG” na warszawskim Dworcu Centralnym podczas ukraińskiego kryzysu uchodźczego w 2022 roku

Logo serwisu, białe litery „JW .ORG” umieszczone w dwóch rzędach na niebieskim tle, jest znakiem graficznym umieszczanym na nieruchomościach należących do Świadków Jehowy. Znajduje się ono na budynkach Biura Głównego, Biur Oddziałów, Farmach Strażnicy, Centrum Szkoleniowego Towarzystwa Strażnica, Sal Zgromadzeń i wielu Sal Królestwa.
Od marca 2013 roku logo serwisu, wraz z kodem QR pozwalającym otworzyć stronę www, znajduje się również na wszystkich publikacjach Świadków Jehowy.
Logo serwisu jest też wykorzystywane jako znak rozpoznawczy Świadków Jehowy. W 2022 roku na granicy i dworcach posługują się nim, aby wyszukiwać w tłumie uchodźców z Ukrainy, który są ich współwyznawcami, aby zapewnić im i ich rodzinom (również innych wyznań) praktyczną pomoc.